# Famille Antegnati

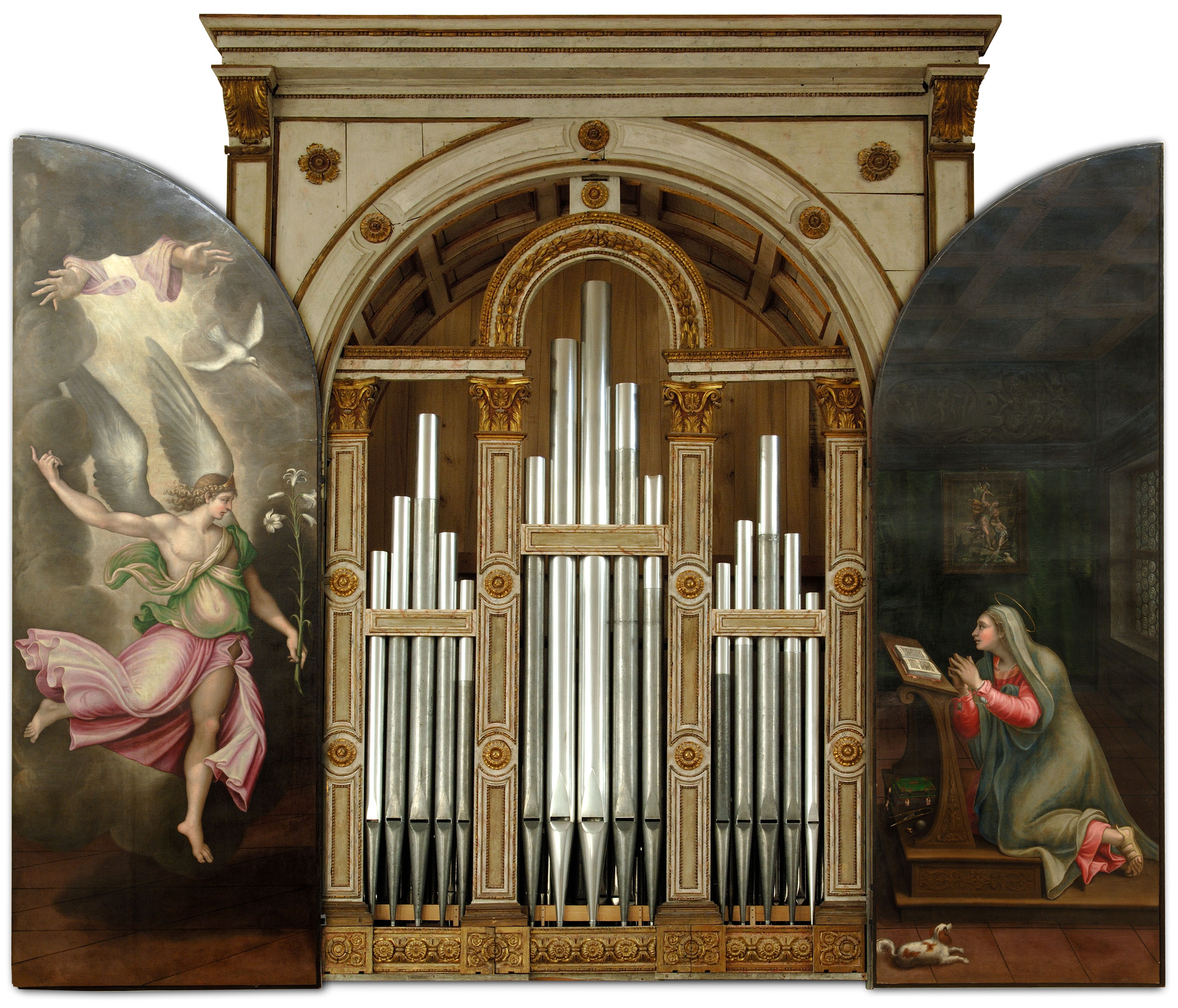
Orgue de Graziadio Antegnati (1565) dans la basilique palatine de Sainta Barbara à Mantoue. Détail, façade.

La famille Antegnati est une famille de facteurs d'orgues de Brescia active entre la fin du XVe siècle et le début du XVIIIe siècle.
Ses membres fabriquèrent des orgues et d'autres instruments tels que des cymbales et des épinettes. Dix-neuf membres de cette famille se consacrèrent à cette profession, contribuant à l'ennoblissement de l'artifex instrumentorum musicorum (artisan d'instruments de musique), profession considérée au Moyen Âge comme « plus servile que libérale » et parfois exercée par des personnes de « très basses conditions, quasiment des mendiants ».

## XVesiècle

### Ière génération

#### Bartolomeo Antegnati
La première mention d'un facteur d'orgues de ce nom apparaît en 1481 à l'occasion de l'appel d'offres pour la reconstruction de l'orgue du Duomo (cathédrale) de Brescia, dans lequel figure Bartolomeo Antegnati (ou Bartholomeus de Lomexanis de Bressia), fils de Giovanni, juriste d'origine noble, originaire d'Antegnate dans la province de Bergame, qui avait obtenu la citoyenneté Bresciane en 1436. Bartolomeo était probablement un élève de Bernardo d'Alemania. En plus de son intervention en 1481 dans sa ville natale, il est actif en 1486 dans la cathédrale de Mantoue. En 1488, il est engagé conjointement par la municipalité et le chapitre de Brescia, avec pour tâche d'entretenir et de jouer des deux orgues de la ville. En 1490, il est appelé à Milan pour construire le nouvel orgue de la cathédrale et assurer ensuite l'entretien de l'ancien et du nouvel orgue. En 1494, il revient à Brescia, où il est chargé à vie de l'entretien des orgues de la ville, charge qu'il abandonne au bout de seulement deux ans. En 1496, il construit l'orgue de la basilique Sainte-Marie-Majeure à Bergame, mais son travail est refusé après trois essais négatifs, un litige juridique s'ensuivit pour lequel l'intervention du pape fut même sollicitée. En 1498, il construit l'orgue de l'église San Lorenzo à Milan, et en 1501, il mène sans résultat, depuis la ville d'Albino, des négociations en vue de la construction d'un orgue à Lodi. Il est probablement mort peu de temps après. Bartolomeo a eu trois enfants : Giovan Battista (vers 1490 - 1559), Giovan Giacomo (vers 1495 - 1563) et Giovan Francesco I (vers 1505 - après 1583).

## XVIesiècle

### IIegénération

#### Giovan Battista
Fils de Bartolomeo, il n'est l'auteur, dans l'état actuel des connaissances, que de quatre instruments. De 1534 à 1535, il conçut les orgues de deux couvents de religieuses, ceux du Saint-Esprit et de Santa Maria della Pace, à Brescia, et en 1536-1538 de ceux de la basilique Saint-Antoine de Padoue et de l' église de San Francesco Grande à Padoue, qui cependant ne donnèrent pas satisfaction. Selon Art Organaria de Costanzo Antegnati, il aurait également construit un orgue pour l'église San Benedetto Vecchio, également à Padoue. En 1544, il intervient sur l'orgue duTempio Civico dell'Incoronata à Lodi, subissant de nouvelles critiques alors qu'il exerçait comme organiste et professeur dans la ville.

#### Giovan Giacomo

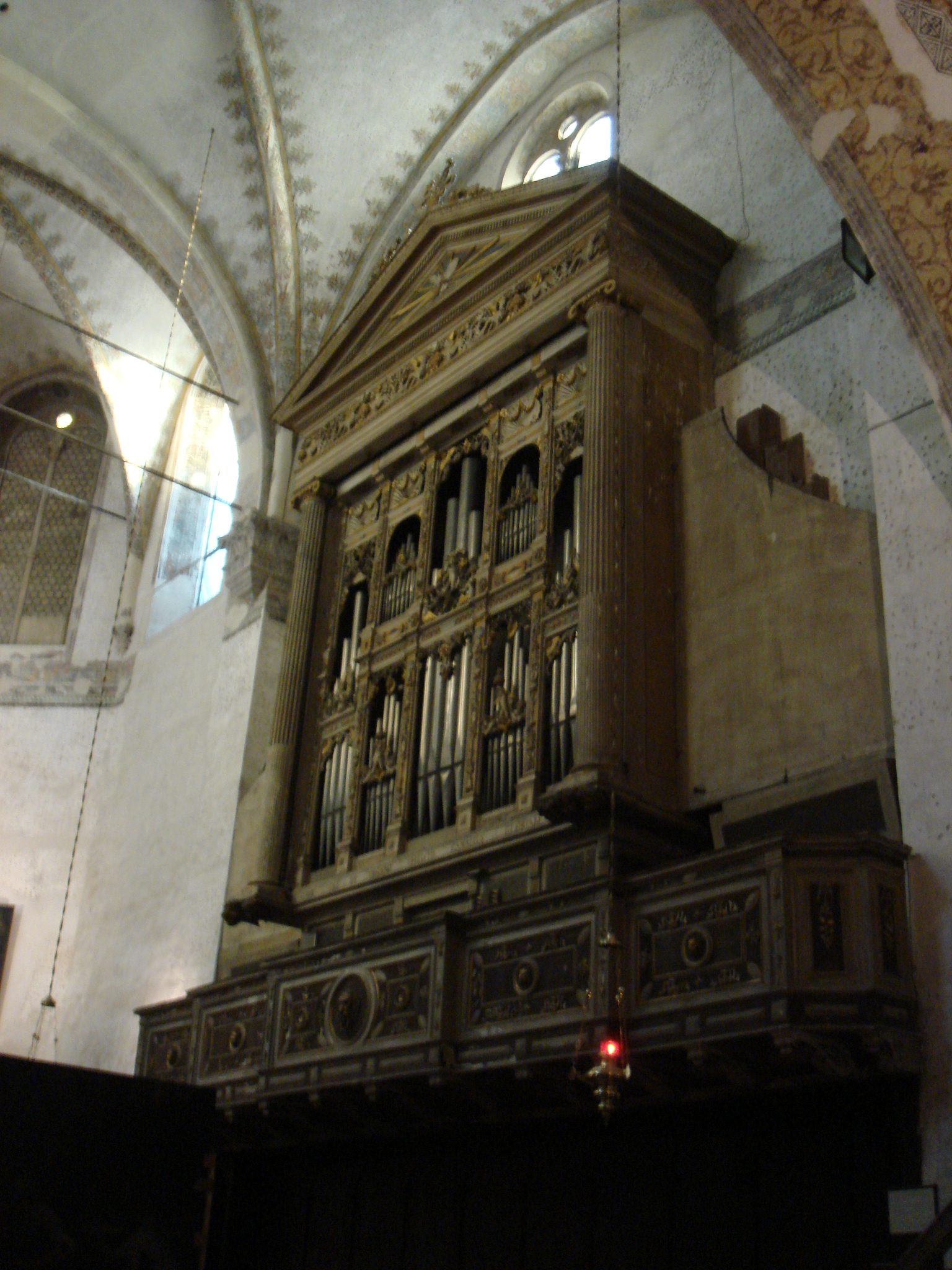
L'orgue de Gian Giacomo Antegnati, œuvre datant 1536, dans la vieille cathédrale de Brescia.

Fils de Bartolomeo, il est actif à partir de 1513 et, avec son fils Benedetto, il est à l'origine de l'une des deux branches principales de la famille qui est active à Milan. Entre 1518 et 1525, il construit trois instruments à Milan. En 1524, il est organiste de l'église de Sant'Eufemia à Brescia et il construit, toujours à Brescia, les orgues des églises de Santa Maria delle Grazie (1532), de San Faustino (1533) et de la cathédrale (1536 - 1537) qui suscitèrent une grande admiration de la part de ses contemporains. À l'été de 1538, il déménage à Milan et va jusqu'à Varèse, Lugano, Vérone, Morbegno et Vigevano. En 1548, il construit l'orgue de la cathédrale de Salò, qui est cependant reçu froidement par ses clients qui en retardèrent le paiement pendant environ une décennie. Il poursuit ses activités jusqu'à sa mort qui intervient alors qu'il est probablement en train de créer un orgue pour l'église Sant'Alessandro à Brescia.

#### Giovan Francesco I
Troisième fils de Bartolomeo, il assiste son frère Giovan Giacomo dans son travail et est réputé pour sa production personnelle d'instruments à clavier. Environ dix de ses œuvres ont survécu, dont deux épinettes polygonales conservées au Victoria and Albert Museum de Londres et au Musée national des instruments de musique à Rome, tandis que d’autres exemplaires sont visibles en Lombardie. L'une d'elles, propriété de l’Université des sciences, des lettres et des arts, encore dans son état original, est exposée aux Musées civiques d’art et d'histoire de Brescia, tandis qu'une autre, plus richement décorée, mais modifiée par des interventions ultérieures, est conservée au musée du théâtre de la Scala à Milan.

### IIIeGénération

#### Graziadio

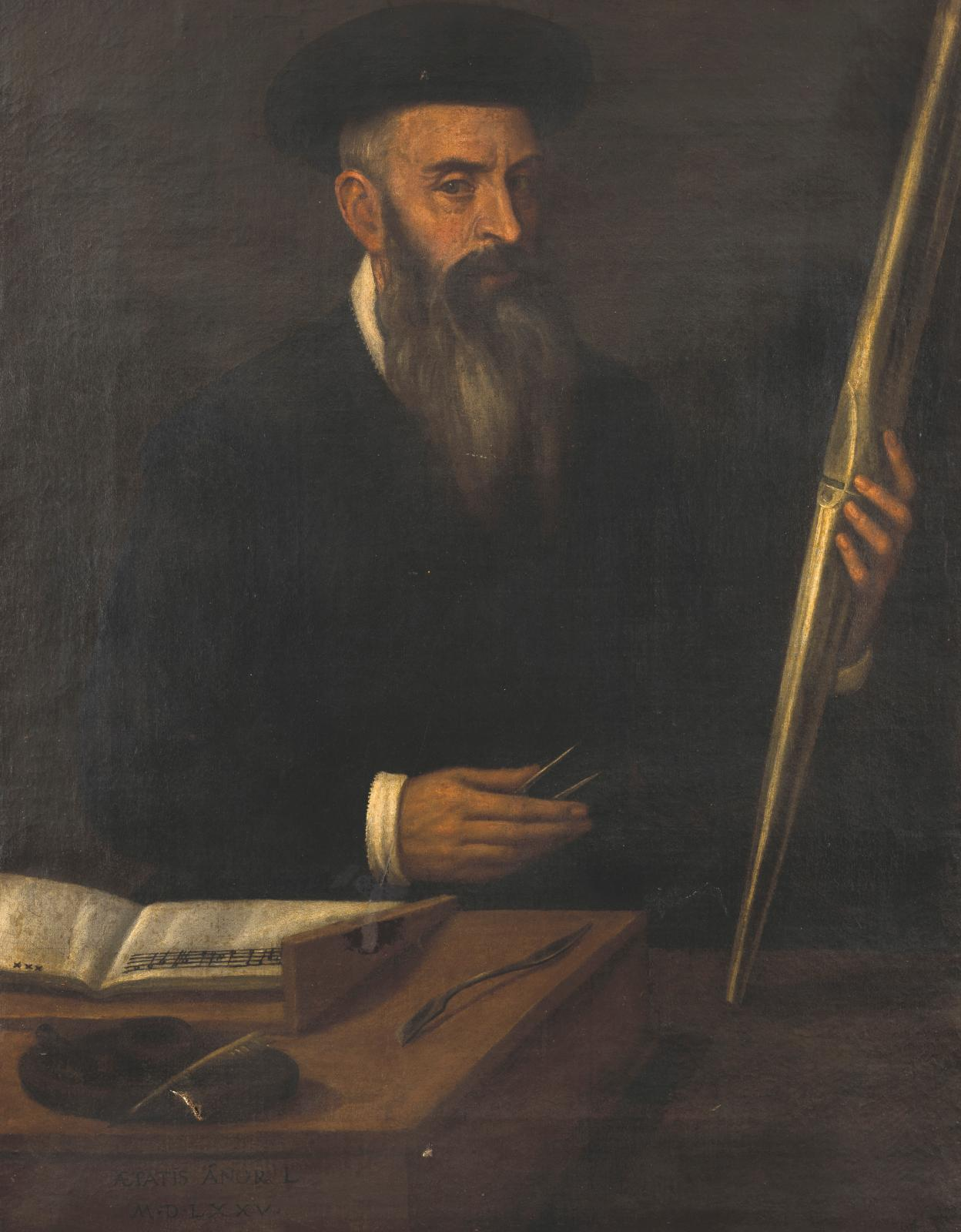
Portrait de Graziadio Antegnati, 1575 (Paris, musée de la Musique)

Fils de Giovanbattista, de l'avis du grand facteur d'orgues de Bergame du XIXe siècle, Giuseppe Serassi, il «était [...] le meilleur et le plus parfait dans cet art parmi les nombreux membres de cette illustre famille [...] la solidité, la douceur des tuyaux, et leur maîtrise était inimitable. »
En dépit de la renommée dont il jouit, très peu de données biographiques sont disponibles à son sujet. La période entre son apparition à 15 ans dans un laboratoire de " flaschis scloporum " basé à Brescia et son premier orgue, celui de la communauté de Coccaglio en 1562, mais surtout celui de la basilique palatine de Sainte-Barbara à Mantoue, commandé en 1565 par Guglielmo Gonzaga, alors qu’il avait 40 ans, reste très mystérieuse. Nous ne savons pas si c’est l’occasion qui l’a poussé à s’occuper de l'entreprise qu’il a reçue en héritage paternel. Il n'était peut-être pas très estimé en raison d'un climat familial difficile. À ce que l'on sait aujourd'hui, il a construit moins d'une douzaine d'instruments en un quart de siècle, parmi lesquels, en 1578, un nouvel orgue pour l'église du Carmine de la ville. Son perfectionnisme était rendu possible grâce à la prospérité héritée de son père. De lui reste l'orgue Antegnati le plus grand et le plus célèbre au monde, celui de 16 pieds construit avec la collaboration de son fils Costanzo en 1581 pour les frères de l'église San Giuseppe de Brescia L’autre instrument très précieux, qui a également survécu et qui a été récemment restauré par Giorgio Carli, est l’orgue de la basilique palatine de Sainte-Barbara à Mantoue. Conçu en très peu de temps en collaboration avec le virtuose Girolamo Cavazzoni, il a été utilisé par certaines grandes figures de l'époque telles que Giaches de Wert, Claudio Monteverdi, Luca Marenzio, Giovanni Giacomo Gastoldi, Amante Franzoni, Francesco Rovigo. L'orgue de Bellinzone en Suisse, construit par Graziadio en 1588 (il est signé à l'intérieur du baril principal), conserve encore quatre-vingts pour cent des tuyaux d'origine. C'était un douze pieds et il était composé de onze registres. Des autres instruments qu’il a construits avec son fils, il ne reste presque plus rien, si ce n’est quelques dizaines de tuyaux dans les orgues recensés. Figure toujours dans l'ombre, qui étudiait avec soin les implications historiques et artistiques de ses choix, peut-être pour racheter sa situation familiale erratique, il a travaillé dur pour l'éducation et la carrière de son fils Costanzo.

#### Benoît
Giovan Giacomo Antegnati a eu douze enfants, mais le seul à poursuivre l'activité de son père est Benedetto, actif entre 1559 et 1584, qui intervint sur les instruments fabriqués par son père et en fabriqua une dizaine, dont trois à Parme et un pour la cathédrale de Turin.

## Dix-septième siècle

### IVeGénération

#### Costanzo

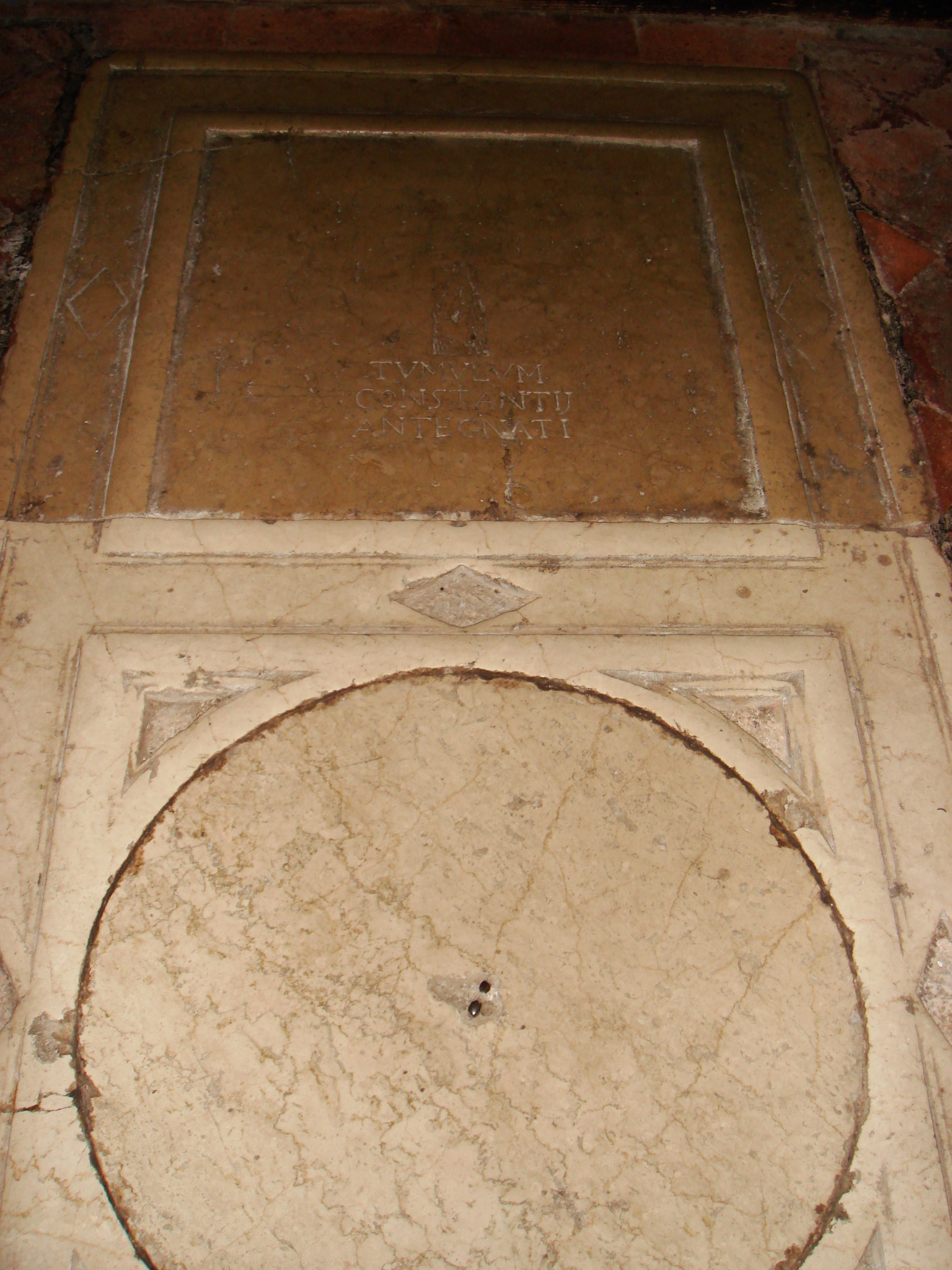
Tombe de Costanzo Antegnati, fils de Graziadio, dans l'église de San Giuseppe à Brescia.

Costanzo reçoit de surcroit une éducation musicale. À seulement vingt et un ans, son père l'envoie installer l'orgue de la basilique Sainte-Barbara à Mantoue, rassurant ainsi le duc Guglielmo Gonzaga sur ses capacités. En 1595, Caterina Gonzaga, fille du marquis Alfonso Gonzaga, lui confie la tâche de construire l'orgue de l'église principale de Sant'Erasmo à Castel Goffredo. À partir de ce moment, leur collaboration n'eut de cesse, ils signeront même parfois conjointement à l'intérieur des plus grands tuyaux, comme à l'intérieur de celui monumental (plus de 5 mètres) de l'orgue de l'église de San Giuseppe. En quarante ans, il construit environ 25 orgues, mais il conviendrait de déterminer le nombre de contrats de sous-traitance qu'il a passés avec Bernardino Virchi ou avec les frères Moroni (comme dans le cas de l'église du Corlo), ainsi que le nombre d'ouvrages sur lesquels il a effectivement œuvré sous la responsabilité de son père. Il ne reste presque plus rien de ces instruments, à part quelques pièces. Dans la région de Brescia, il prépara ceux de San Giuseppe (1581) et de Bagolino (1590), ainsi qu'avec son père, ceux de Gardone Riviera et Carmine di Salò (1594), de San Gaetano in città (1596), de Lonato et de Calcinato (1601) ; à Polpenazze (1609), Graziado est le garant de son fils. Dans la région de Bergame, l'orgue de l'église San Nicola d'Almenno San Salvatore (1588) est remarquable. Cet orgue a récemment (les travaux ont été achevés en 1996) été l'objet d'un travail de restauration minutieux soutenu par des recherches organologiques et philologiques. Costanzo clôt la grande épopée antégérienne.

### 5egénération

#### Giovan Francesco II
À sa mort, sur ses quatre fils, seul Giovan Francesco II poursuit l’activité. Il ne réussit pas à la développer correctement en dépit des attentes de Costanzo qui l'a désigné comme son successeur et son héritier dans son premier testament (Costanzo en a fait 3: en 1600, 1603 et le dernier en 1615) qui a été a découvert récemment, encore scellé et contresigné, entre autres, par Giovanni Paolo Maggini, célèbre élève luthier brescien de Gasparo da Salò. Il meurt certainement en 1630, à peine âgé de 43 ans, probablement de la peste.

### VIeetVIIeGénérations
Les fils de Giovan Francesco, Graziadio III, Faustino II et Girolamo, ainsi que leur neveu Bartolomeo Ludovico, fils de Graziadio III, ont mis fin l'histoire glorieuse de la famille en vivant de leurs acquis, principalement de travaux d'entretien et de réalisation d'instruments rares, pour lesquels ils ont probablement exécuté sur commande des copies à partir de documents. La lignée s'est éteinte en 1710 avec le décès du dernier représentant rattaché à la paroisse de Sant'Agata.

## Pour approfondir